# Axel Kammholz

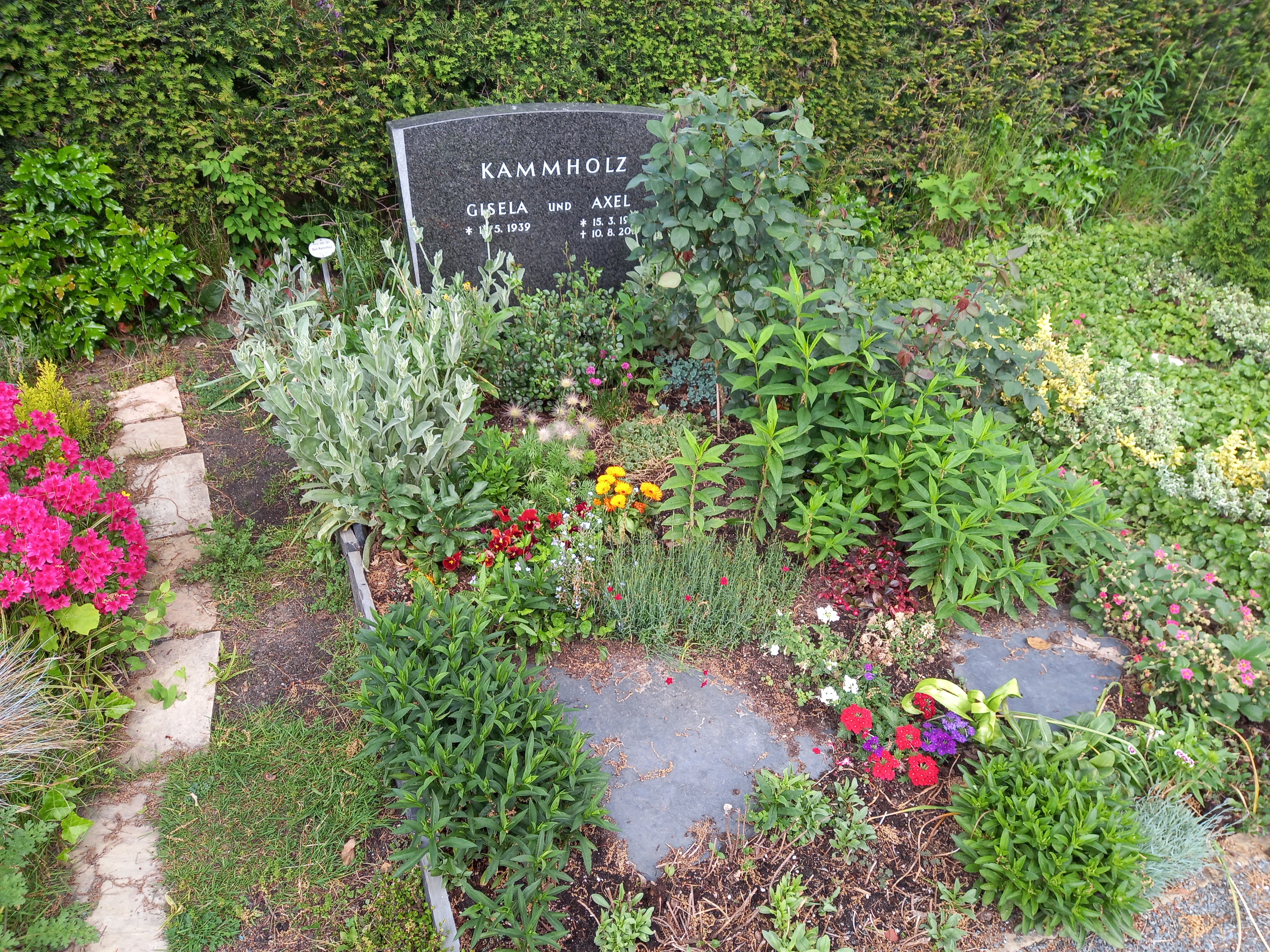
Das Grab von Axel Kammholz auf dem Friedhof Zehlendorf in Berlin

Axel Kammholz (* 15. März 1937 in Berlin; † 10. August 2017) war ein deutscher Politiker (FDP).

## Leben
Nach dem Abitur 1955 absolvierte Kammholz von 1956 bis 1959 zunächst eine kaufmännische Lehre bei Siemens. Im Anschluss nahm ein Studium der Volkswirtschaft und Publizistik an der Freien Universität Berlin auf, das er 1963 mit der Prüfung als Diplom-Volkswirt abschloss. Nachfolgend war er beim Bundeskartellamt tätig und dort zuletzt Abteilungsleiter.
Kammholz trat 1963 in die FDP ein und war von 1968 bis 1969 Vorsitzender des Berliner Landesverbandes der Deutschen Jungdemokraten. Er war Vorsitzender der Arbeitsgruppe Wettbewerb im FDP-Bundesfachausschuss Wirtschaft und Verbraucher und Mitglied des Landesvorstandes der FDP Berlin.
Von 1971 bis 1975 war er Mitglied der Steglitzer Bezirksverordnetenversammlung. Von 1985 bis 1989 sowie von 1991 bis 1995 gehörte er dem Berliner Abgeordnetenhaus an. Er wurde jeweils über die Bezirksliste Steglitz gewählt. Im Abgeordnetenhaus war er von 1991 bis 1994 stellvertretender Vorsitzender der FDP-Fraktion, deren Vorsitz er nach dem politischen Rückzug von Carola von Braun bis zum Ende der Legislaturperiode übernahm. Bei der Wahl zum Abgeordnetenhaus von Berlin 1995 trat er als Spitzenkandidat seiner Partei an. Die FDP scheiterte bei der Landtagswahl aber an der Sperrklausel und verfehlte mit 2,5 % der Wählerstimmen den Wiedereinzug ins Parlament.
Nachdem seine Kandidatur bei der Bundestagswahl 1998 im Bundestagswahlkreis Berlin-Steglitz – Zehlendorf ebenfalls erfolglos war, zog sich Kammholz aus dem politischen Leben zurück.
Axel Kammholz war mit Gisela Kammholz, geb. Neumann, verheiratet und hatte drei erwachsene Kinder.